# Número de amura

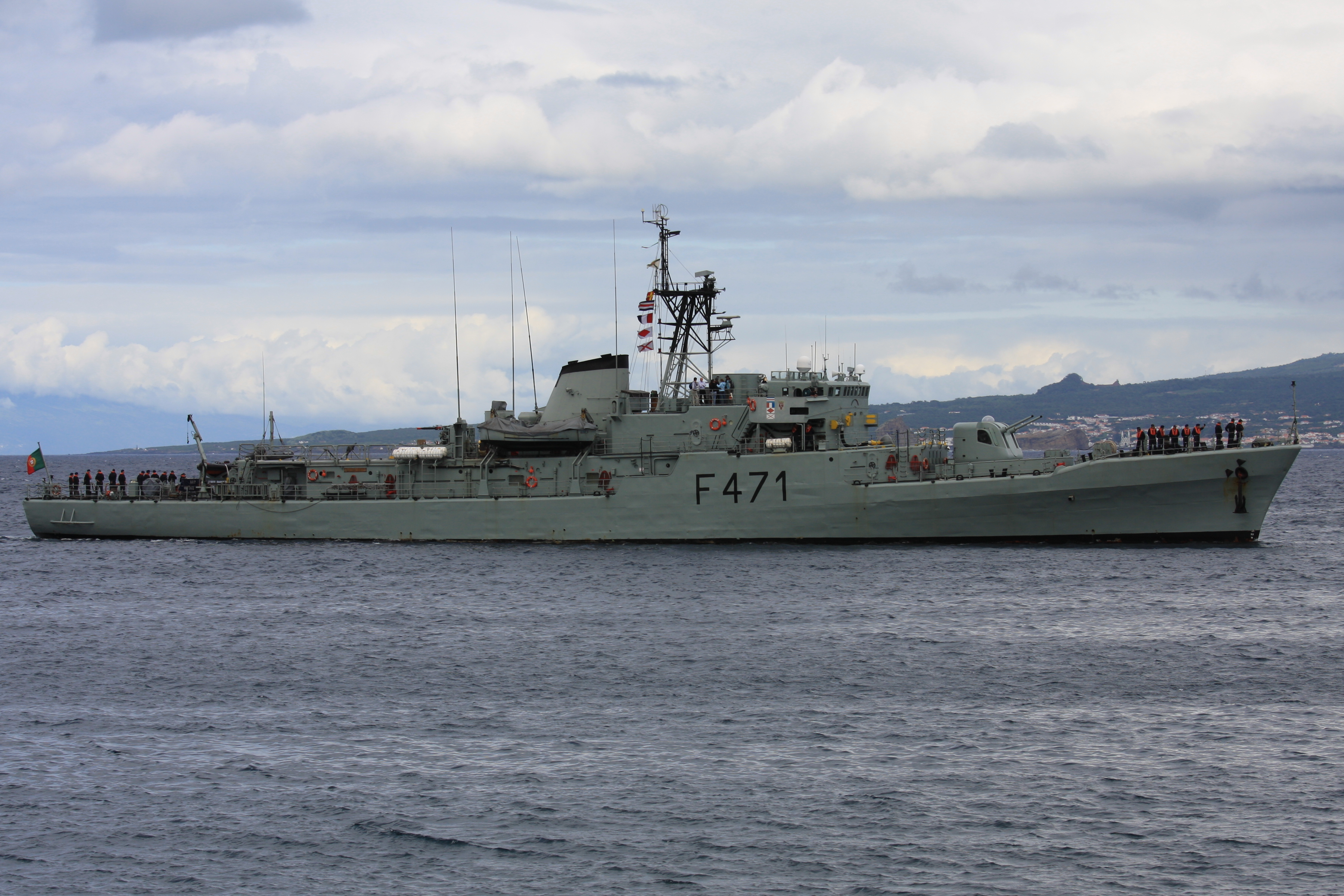
Corveta NRP António Enes da Marinha Portuguesa, com o número de amura "F 471"

O número de amura ou indicativo visual é um código pintado no casco de um navio que o identifica inequivocamente no seio de uma marinha ou mesmo de um conjunto de marinhas. 
Como indica a sua designação, o número de amura é normalmente pintado nas amuras de ambos os bordos do navio. No entanto, em alguns navios pode ser pintado em outras localizações mais convenientes, tais como no casco a meio-navio ou nas torres dos submarinos. Geralmente, também é pintado no painel de popa.
O número de amura pode conter letras e um número ou apenas este. Quando contém os dois, a letra ou letras é colocada como prefixo e identifica geralmente o tipo de navio, enquanto que o número é colocado como sufixo, identificando individualmente o navio dentro do respetivo tipo. Em certos navios de algumas marinhas, as letras prefixo, apesar de constarem do número de amura formalmente atribuído, são omitidas da pintura deste no casco.
Internacionalmente, o número de amura é conhecido como número de galhardete (do inglês pennant number, antes de 1948 referido como pendant number). Esta designação tem origem na Royal Navy (marinha de guerra do Reino Unido) e remete à época histórica na qual os navios se identificavam individualmente arvorando distintivos na forma de galhardetes. Na Royal Navy, os navios de guerra de pequeno porte que normalmente operavam agrupados em flotilhas, passaram a arvorar dois galhardetes, um por cima do outro, o superior identificando a flotilha ou o tipo de navio e o inferior indicando o número individual do navio dentro da respetiva flotilha ou tipo. Os dois galhardetes constituíam respetivamente a bandeira superior (flag superior) e a bandeira inferior (flag inferior) do número de galhardete. Por essa razão, internacionalmente, a letra prefixo de um número de amura que identifica o tipo de navio é referida como "bandeira superior" e o número sufixo que identifica individualmente o mesmo é referida como "bandeira inferior".

## Uso após a Segunda Guerra Mundial
Em 1948, acabada a Segunda Guerra Mundial, a Marinha Real Britânica decidiu racionalizar o seu sistema de números de amura, que vinha utilizando desde o princípio do século XX. Foi introduzido um novo sistema em que cada número seria consituído por um letra que identificaria o tipo básico do navio, seguido de dois a quatro dígitos, que identificariam cada um dos navios.
A grande maioria das marinhas da NATO, bem como outras, decidiram adoptar o sistema britânico para a identificação dos seus navios. As várias marinhas concordaram em criar um sistema em que não exitiriam dois navios com o mesmo número de amura, mesmo em marinhas diferentes. Para isso, a cada país foram atribuídos grupos de números para seu uso exclusivo.

### Prefixos utilizados
- A: navios auxiliares, incluindo navios logísticos, escolas, etc.
- C: cruzadores
- D: contratorpedeiros
- F: Fragatas e Corvetas
- H: Navios hidrográficos
- L: Navios de guerra anfíbia
- M: Draga-minas
- N: Lança-minas
- P: Embarcações de patrulha
- R: Porta-aviões
- S: Submarinos
- Y: Embarcações de serviço portuário
- U: Navio Escola

## Sistema internacional de números de amura
Em 1951, várias marinhas dos países europeus da OTAN e de outros países da Commonwealth - incluindo a própria Marinha Britânica - acordaram em utilizar um sistema internacional de números de amura baseado no sistema britânico. O sistema garante que, entre os marinhas participantes, todos os números de amura são únicos. As marinhas dos EUA e do Canadá, apesar de pertenceram à OTAN nunca participaram neste sistema, sendo que os navios dos EUA utilizam um número de casco de ordem essnecialente cronológica. Entretanto, as marinhas de alguns novos países aderentes à OTAN entraram também no sistema. Por outro lado, algumas marinhas inicialmente participantes, acabaram por sair do mesmo, como é o caso da Marinha Australiana que em 1969 adotou um sistema baseado no dos EUA.
Atribuição de séries de números por país:
- Alemanha: A 50, 52-53, 54-60, 64, 67-69, 511-520 e 1400-1499; D 163-190; F 207-228; L 750-788 e 7500-7999; M 215-224, 1050-1099 e 2650-2699; P 6050-6199; S 150-219; Y 800-896, 1600-1620 e 1631-1690
- Bélgica: A 950-999; F 900-949; M 470-499, 900-950 e 9001-9499
- Dinamarca: F 340-375; L 16-17; M 540-599; P 501-529 e 532-580; S 320-329; Y 300-389
- França: R-09x, C-6xx, D-6xx, S-6xx, M-6xx, M-7xx, P-6xx, P-6xx, A-6xx, A-7xx e L-9xxx
- Grécia: D-0x, D-2xx, P-0x, P-2xx, A-4xx, F-4xx, L-1xx, S-1xx e M-1xx
- Itália: 5xx, D-5xx, F-5xx, 5xxx, A-5xxx, P-4xx e L-9xxx
- Noruega: F-3xx, S-3xx, M-3xx, P-9xx e L-45xx
- Países Baixos: 8xx e Y-8xxx
- Portugal: A 520-529 e 5200-5299; D 330-339; F 330-339 e 471-489; M 391-451; P 360-379 e 1129-1169; S 160-169
- Reino Unido: A 00, 72, 78-80, 81, 86-100, 102-143, 145-232, 235-244, 248-254, 257-265, 267-275, 277-290, 292-303, 305-306, 308-355, 360-371, 378-406, 480, 486, 490-510, 1000-1100, 1399 e 1750-1800; C 01-80; D 09-37, 51-53 e 60-108, F 08-19, 37-70, 78-83, 85-100, 105-110, 112-147, 169-209, 229-239, 275-299, 376-420, 600 e 624; L 10-15, 105-115, 700-749 e 3001-4209; M 01-10, 29-35, 37-56, 100-133, 225-230, 294-299, 381-390, 452-469, 1101, 1103-1120, 1122-1126, 1128-1133, 1135-1142, 1144-1162, 1164-1167, 1169-1171,  1173-1184, 1186-1232, 1498, 1631, 1850-2601, 2603, 2605, 2607-2609, 2611, 2613-2649 e 2799; P 162-195, 200, 202, 218-220, 222-224, 1021-1069, 1110-1120, 3101-3109, 3111, 3113-3116, 3118-3120 e 8000-8299; R 02-10 e 16; S 01-27, 28-56, 58, 65-69, 87-109, Y 01-33, 201-249 e 2533-2536
- Turquia: D-3xx, S-3xx, F-2xx, N-1xx, A-5xx, M-5xx, P-1xx, P-3xx, L-4xx e Y-1xxx

## Marinha Portuguesa
A Marinha Portuguesa, além dos prefixos de origem britânica acima indicados, usa ainda os seguintes:
- LDG: Lancha de desembarque grande
- LDM: Lancha de desembarque média
- LDP: Lancha de desembarque pequena
- UAM: Unidade auxiliar da Marinha, que inclui todas as embarcações consideradas não militares

Nesta Marinha não são usados os prefixos "H" e "Y", cujos navios correspondentes são incluídos respectivamente nos prefixos "A" e "UAM".